# آلفرد براون
آلفرد براون (انگلیسی: Alfred Braun; ۱۳ مهٔ ۱۸۸۸ – ۳ ژانویهٔ ۱۹۷۸) کارگردان فیلم، فیلم‌نامه‌نویس، روزنامه‌نگار، بازیگر سینما، هنرپیشه، مجری رادیو، بازیگر تئاتر، و تهیه‌کننده فیلم اهل آلمان بود. وی بین سال‌های ۱۹۲۰ تا ۱۹۵۷ میلادی فعالیت می‌کرد.
از فیلم‌ها یا برنامه‌های تلویزیونی که وی در آن نقش داشته‌است می‌توان به زوس یهودی اشاره کرد.